# Solenopsis picquarti
Solenopsis picquarti är en myrart som beskrevs av Auguste-Henri Forel 1899. Solenopsis picquarti ingår i släktet eldmyror, och familjen myror. Inga underarter finns listade i Catalogue of Life.